# Android Lollipop
Android Lollipop inačica je Googleovog operacijskog sustava Android koja uključuje inačice 5.0 do 5.1.1. Najavljen je 25. lipnja 2014. na Googleovoj godišnjoj Google I/O konferenciji, a postao je dostupan 12. studenog 2014. kroz OTA ažuriranja za uređaje čiju softversku podršku održava Google (kao što su Google Nexus uređaji). Jedna od najvećih promjena je novo grafičko sučelje nazvano Material Design. Lollipop donosi i poboljšanja obavijesti, koje su sada dostupne i na zaslonu zaključavanja i unutar aplikacija kao banner na vrhu ekrana. Google je ugradio i novi Android Runtime (ART) koji je zamijenio dosadašnji Dalvik. ART donosi bolje upravljanje potrošnjom baterije i performansne optimizacije. Android Marshmallow naslijedio je Lollipop, a objavljen je u listopadu 2015. godine.

## Razvoj
Android 5.0 prvi puta je najavljen na Googleovoj I/O konferenciji 25. lipnja 2014. pod kôdnim nazivom "Android L". Uz Lollipop, na toj konferenciji najavljeni su i Android TV, Android Auto, Android Wear i Google Fit. Dio prezentacije bio je posvećen novom dizajnu grafičkog sučelja platforme, nazvanom "Material Design" koji uključuje "plošniji" prikaz elemenata, kartice (viđene u Google Nowu), sijene, animacije, prijelaze i sl. Google koristi material design i u svojim ostalim proizvodima, kao što su internetske usluge.

## Vanjske poveznice
- Službena stranica